# Побретићи
Побретићи је насеље у општини Бијело Поље у Црној Гори. Према попису из 2003. било је 182 становника (према попису из 1991. било је 190 становника).

## Демографија
У насељу Побретићи живи 137 пунолетних становника, а просечна старост становништва износи 36,9 година (36,9 код мушкараца и 36,8 код жена). У насељу има 47 домаћинстава, а просечан број чланова по домаћинству је 3,87.
Ово насеље је углавном насељено Бошњацима (према попису из 2003. године), а у последња три пописа, примећен је пад у броју становника.
|  |

| Демографија | Демографија | Демографија |
| Година      | Становника  | Становника  |
| ----------- | ----------- | ----------- |
|             |             |             |
|             |             |             |
|             |             |             |
|             |             |             |
| 1948.       | 203         |             |
| 1953.       | 176         |             |
| 1961.       | 201         |             |
| 1971.       | 270         |             |
| 1981.       | 254         |             |
| 1991.       | 190         | 189         |
| 2003.       | 221         | 182         |
|             |             |             |

| Етнички састав према попису из 2003.‍ | Етнички састав према попису из 2003.‍ | Етнички састав према попису из 2003.‍ | Етнички састав према попису из 2003.‍ | Етнички састав према попису из 2003.‍ |
| ------------------------------------ | ------------------------------------ | ------------------------------------ | ------------------------------------ | ------------------------------------ |
|                                      |                                      |                                      |                                      |                                      |
| Бошњаци                              | Бошњаци                              |                                      | 121                                  | 66,48%                               |
| Срби                                 | Срби                                 |                                      | 50                                   | 27,47%                               |
| Црногорци                            | Црногорци                            |                                      | 10                                   | 5,49%                                |
| непознато                            | непознато                            |                                      | 1                                    | 0,54%                                |

| Година пописа     | 1948. | 1953. | 1961. | 1971. | 1981. | 1991. | 2003. |
| ----------------- | ----- | ----- | ----- | ----- | ----- | ----- | ----- |
| Број домаћинстава | 43    | 35    | 36    | 49    | 52    | 47    | 53    |

| Број чланова      | 1  | 2 | 3 | 4 | 5 | 6 | 7 | 8 | 9 | 10 и више | Просек |
| ----------------- | -- | - | - | - | - | - | - | - | - | --------- | ------ |
| Број домаћинстава | 47 | 7 | 7 | 6 | 9 | 8 | 5 | 3 | 2 | 0         | 0      |

| Пол    | Укупно | Неожењен/Неудата | Ожењен/Удата | Удовац/Удовица | Разведен/Разведена | Непознато |
| ------ | ------ | ---------------- | ------------ | -------------- | ------------------ | --------- |
| Мушки  | 68     | 26               | 41           | 1              | 0                  | 0         |
| Женски | 73     | 19               | 42           | 8              | 0                  | 4         |
| УКУПНО | 141    | 45               | 83           | 9              | 0                  | 4         |

| Пол    | Укупно                    | Пољопривреда, лов и шумарство | Рибарство                            | Вађење руде и камена | Прерађивачка индустрија       |
| ------ | ------------------------- | ----------------------------- | ------------------------------------ | -------------------- | ----------------------------- |
| Мушки  | 31                        | 11                            | 1                                    | 0                    | 10                            |
| Женски | 9                         | 5                             | 0                                    | 0                    | 0                             |
| УКУПНО | 40                        | 16                            | 1                                    | 0                    | 10                            |
| Пол    | Производња и снабдевање   | Грађевинарство                | Трговина                             | Хотели и ресторани   | Саобраћај, складиштење и везе |
| Мушки  | 0                         | 0                             | 0                                    | 1                    | 3                             |
| Женски | 0                         | 0                             | 1                                    | 0                    | 1                             |
| УКУПНО | 0                         | 0                             | 1                                    | 1                    | 4                             |
| Пол    | Финансијско посредовање   | Некретнине                    | Државна управа и одбрана             | Образовање           | Здравствени и социјални рад   |
| Мушки  | 0                         | 0                             | 3                                    | 2                    | 0                             |
| Женски | 0                         | 0                             | 0                                    | 0                    | 0                             |
| УКУПНО | 0                         | 0                             | 3                                    | 2                    | 0                             |
| Пол    | Остале услужне активности | Приватна домаћинства          | Екстериторијалне организације и тела | Непознато            | Непознато                     |
| Мушки  | 0                         | 0                             | 0                                    | 0                    | 0                             |
| Женски | 2                         | 0                             | 0                                    | 0                    | 0                             |
| УКУПНО | 2                         | 0                             | 0                                    | 0                    | 0                             |